# Ventrilo
Ventrilo é um software de comunicação como o TeamSpeak. O Ventrilo permite conversar com outras pessoas sobre determinado assunto, como jogos. O Ventrilo utiliza a tecnologia de comunicação de Voz sobre IP (VoIP). o client do Ventrilo é compatível com Microsoft Windows, Mac OS X e Linux.

## Usos
O Ventrilo é utilizado para se comunicar com outras pessoas a partir de servidores. Assim, falam sobre seus interesses. Mas o principal uso do Ventrilo é para jogadores de guildas, que podem montar estratégias ou se organizar. Em MMORPG é necessário rapidez para montar estratégias tanto para fazer um grupo para uma aventura quanto montar estratégias para guerras. Conversando, é possível jogar sem fazer pausas para digitar algo.